# Беарнський соус

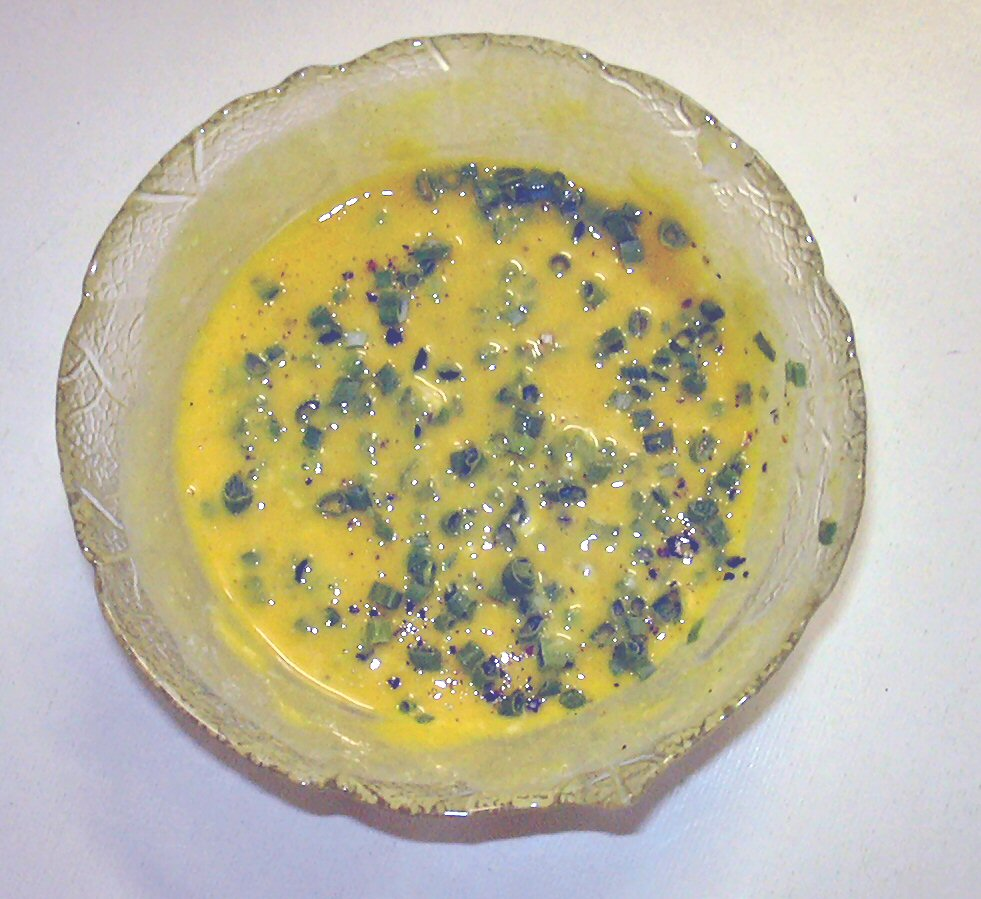
Беарнський соус

Беарнський соус, Беарнез (фр. sauce béarnaise) — французький яєчно-масляний соус. Готується з розтопленого вершкового масла, яєчних жовтків, цибулі-шалот, кервеля, естрагона, меленого чорного перцю та білого винного оцту. Фактично є різновидом класичного голландського соусу, одного з п'яти материнських соусів у репертуарі французької високої кухні. Відмінність лише в ароматизаторі: у беарнезі використовується шалот, кервель, перець горошком та естрагон для зменшення вмісту оцту та вина, тоді як голландез готують зі зменшення вмісту лимонного соку або білого винного оцту, з білим перцем та дрібкою каєнського замість вищевказаних приправ.
Має пряний смак, світло-жовтий і непрозорий, гладкий і кремовий, є традиційним соусом для стейка.
Назву соус отримав на честь знаменитого уродженця Беарна — короля Франції Генріха IV.

## Історія
Соус був винайдений шеф-кухарем Жаном-Луї Франсуаз-Колліне, випадковим винахідником листкової картоплі (pommes de terre soufflées), і поданий на відкритті ресторану Le Pavillon Henri IV у 1836 році в Сен-Жермен-ан-Ле, недалеко від Парижа. Це припущення підтверджується тим фактом, що ресторан був розташований у колишній резиденції Генріха IV Французького, гурмана, який був родом із Беарна, колишньої провінції, нині — департамент Атлантичні Піренеї, на південному заході Франції.